# 納傑日季涅 (薩赫諾夫希納區)
49°7′52″N 36°2′1″E / 49.13111°N 36.03361°E
納傑日季涅（烏克蘭語：Надеждине），是烏克蘭東部的村莊，隸屬哈爾科夫州的別列斯京區。該村始建於1875年，面積0.63平方公里，海拔高度109米，2001年人口213，人口密度每平方公里338.1人。